# Бекболатов, Абитай
Абитай Бекболатов (1900, Аулиеатинский уезд, Сырдарьинская область, Туркестанский край, Российская империя — неизвестно, Джамбулская область, Казахская ССР) — старший чабан колхоза «Джана-Уткель» Таласского района, Джамбулская область, Казахская ССР. Герой Социалистического Труда (1948).

## Биография
Происходит из рода Шымыр племени дулат.
Родился в 1900 году в крестьянской семье в одном из сельских населённых пунктов Аулиеатинского уезда. С раннего возраста занимался выпасом скота, батрачил. В 1935 году вступил в колхоз «Джана-Уткель» Таласского района, где трудился чабаном. В послевоенное время — старший чабан в этом же колхозе. За выдающиеся трудовые достижения в 1946 году награждён Орденом Трудового Красного Знамени.
В 1947 году вырастил 490 ягнят от 405 курдючных овец. Средний вес ягнёнка к отбивке составил 40 килограммов. Указом Президиума Верховного Совета СССР от 23 июля 1948 года удостоен звания Героя Социалистического Труда за «получение высокой продуктивности в животноводстве в 1947 году» с вручением ордена Ленина и золотой медали «Серп и Молот» (№ 2500).
После реорганизации колхоза «Джана-Уткель» в совхоз «Чулактауский» трудился в нём до выхода на пенсию в 1964 году. Будучи пенсионером, продолжал работать охранником.
Проживал в Джамбулской области. Дата смерти не установлена.
Награды
- Герой Социалистического Труда
- Орден Ленина
- Орден Трудового Красного Знамени (12.07.1947)